# روشن وزیری
روشن وزیری (زادهٔ ۱۳۱۲ در تهران ـ درگذشتهٔ ۱۸ آذر ۱۳۹۳ در نیویورک) پزشک و مترجم ایرانی بود.
روشن وزیری به خاطر ترجمه‌هایش از کتاب‌های سرزمین موعود، تب تند آمریکای لاتین، قبضهٔ قدرت، روسلان وفادار، آبنوس: قاره سیاه و ماجراهایش، بانوی بهشتی و زندگی بدون تزویر از زبان لهستانی مشهور است.
او که در لهستان پزشکی خوانده و در آلمان غربی متخصص بیماری‌های ریوی شده بود، سال‌ها در بخش درمان شرکت نفت کار کرد و وقتی در ۱۳۶۷ بازنشسته شد که رئیس بیمارستان شرکت نفت تهران بود.
وزیری بعد از بازنشستگی به ترجمه رو آورد و تنها مترجم ایرانی بود که مستقیماً از زبان لهستانی آثاری را به فارسی ترجمه می‌کرد. او در سال ۱۹۹۵ نشان لهستانی شایستگی فرهنگی را به پاس معرفی و ترویج ادبیات آن کشور دریافت کرد.
روشن وزیری خواهرزادهٔ بزرگ علوی و برادرزادهٔ کلنل علینقی وزیری بود.

## آثار
ترجمه‌ها:
- پشت پرده مهیج‌ترین رویدادهای قرن بیستم. بوگوسلاو ولو شانسکی. تهران: طرح نو، ۱۳۷۶.
- درس‌هایی کوچک در باب مقولاتی بزرگ. لشک کولاکوفسکی. تهران: طرح نو، ۱۳۷۷.
- آب‍ن‍وس: ق‍اره س‍ی‍اه، م‍ردم، و م‍اج‍راه‍ای‍ش. ریشارد کاپوشینسکی. ت‍ه‍ران: ن‍ش‍ر و پ‍ژوه‍ش ف‍رزان روز، ۱۳۷۹. شابک 964-321-020-0
- س‍رزم‍ی‍ن م‍وع‍ود. ولادیسلاو ریمونت. ت‍ه‍ران: نشر نی، ۱۳۸۳. شابک 964-312-719-2
- ق‍ب‍ض‍ه ق‍درت. چسلاو میلوش. ت‍ه‍ران: نشر نی، ۱۳۸۴. شابک 964-312-818-0
- تب تند امریکای لاتین. آرتور دموسلاوسکی. تهران: نشر نی، ۱۳۸۵. شابک 964-312-894-6
- زندگی بدون تزویر. آلکساندر سولژنیتسین. تهران: انتشارات فرزان روز، ۱۳۸۷. شابک 978-964-321-298-8
- زمانه‌ای شگرف، زمانه‌ای ناآرام. لشک کولاکوفسکی. تهران: انتشارات نگاه معاصر، ۱۳۸۸.
- زندگی و آثار فیودور داستایفسکی از نگاهی دیگر. استانیسلاو ماتسکه‌ویچ. تهران: نشر نی، ۱۳۸۹. شابک 978-964-185-024-3
- روسلان وفادار: فاجعه‌ی وفاداری در روزگار اسارت. گئورگی ولادیموف. تهران: انتشارات ماهی، ۱۳۹۰. شابک 978-964-209-117-1
- بانوی بهشتی. نویسندگان لهستانی. تهران: انتشارات ماهی، ۱۳۹۳. شابک 978-964-209-160-7